# Lundazi
Lundazi é uma cidade e um distrito da Zâmbia, localizados na província Oriental.

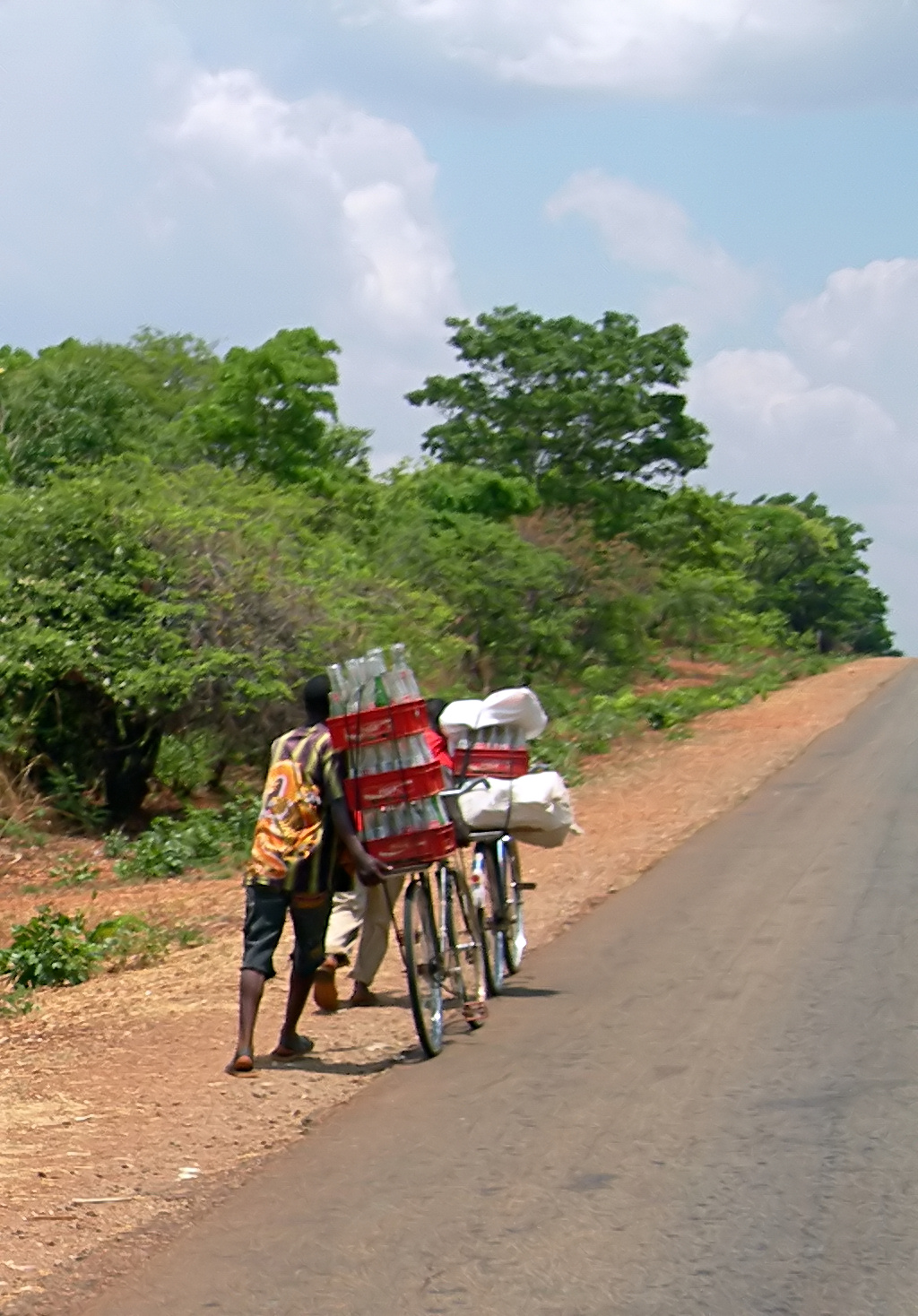
Contrabando entre Zâmbia e Malaui